# Screenfetch

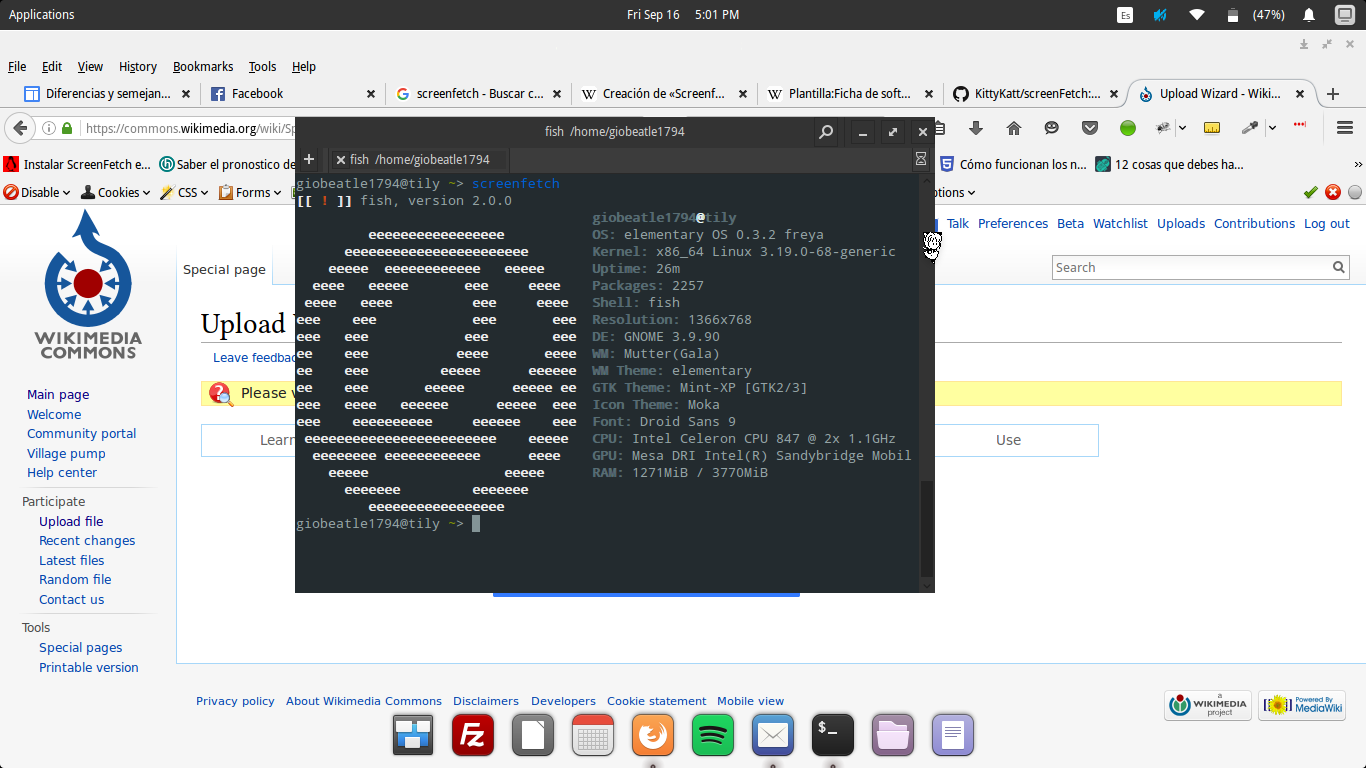
Elementary OS上的Screenfetch

Screenfetch是一个适用于Linux的bash脚本，用于显示系统信息及ASCII化的Linux发行版图标。根据其手册页所述，Screenfetch常用于截图并分享至社交媒体或图像托管网站上。此软件支持诸多GNU及Linux发行版（如Arch Linux、Ubuntu、Slackware与部分BSD发行版）。除了展示操作系统数据之外，它也显示大多数系统的桌面管理器及信息（如GNOME、KDE、Xmonad和i3）。